# Kongregation der Franziskanerinnen von Salzkotten

Mutterhaus von vorne

Die Kongregation der Franziskanerinnen von Salzkotten ist ein katholischer Frauenorden in Salzkotten. Der Orden ist international in der Entwicklungshilfe tätig, er unterhält aber auch Altenheime im Gebiet des Hochstifts Paderborn. Das Ordenskürzel des Ordens lautet FCJM.

## Geschichte
Die Franziskanerinnen Salzkotten sind ein römisch-katholischer Frauenorden, dessen Wurzeln auf den heiligen Franziskus und die Ordensgründerin Mutter M. (Maria) Clara Pfänder zurückgehen. In Olpe legte sie 1859/1860 mit zwei weiteren Frauen den Grundstein für eine neue franziskanische Gemeinschaft. Ihre Absicht war es, in Gemeinschaft ein Leben nach den evangelischen Räten in Armut, Gehorsam und Ehelosigkeit zu führen. Dieses Leben sollte getragen sein vom Geist der Liebe, des Gebetes und der Buße. Als Zeugen der Liebe Christi wollten die Schwestern offen sein für jegliche Not. So wurden von Beginn an Waisenkinder aufgenommen. Junge Frauen kamen, um das klösterliche Leben zu teilen. Am 30. Oktober 1860 genehmigte der Paderborner Bischof Konrad Martin die von Clara Pfänder erarbeiteten Konstitutionen und gab der neuen Ordensgemeinschaft den Namen „Schwestern des heiligen Franziskus, Töchter der heiligen Herzen Jesu und Mariä“.
1863 wurde mit bischöflicher Zustimmung das Mutterhaus von Olpe nach Salzkotten verlegt. Zehn Schwestern, die vom Bischof bestimmt wurden, blieben in Olpe. Aus ihnen entwickelte sich noch im selben Jahr die selbstständige Gemeinschaft der Olper Franziskanerinnen.

## Aufgaben des Ordens
Zwei Anliegen bewegten die Ordensgründerin Mutter M. Clara besonders: zum einen das immerwährende Gebet für Kirche und Welt und zum anderen, Antwort zu geben auf die Nöte der Menschen. Der Ruf neuer Aufgaben führte zur Gründung zahlreicher Kommunitäten in Deutschland und im Ausland. Heute wie damals widmen sich die Schwestern karitativen und pastoralen Aufgaben in der Kranken- und Altenpflege, der Erziehung und Ausbildung von Kindern und Jugendlichen, der Therapie und Förderung für Menschen mit Behinderungen sowie in der Sozialarbeit und der Seelsorge. Zu den Aufgaben außerhalb Deutschlands zählen unter anderem die Erziehung und Bildung für Aids-Waisenkinder in Malawi und für Kinder armer Familien in Rumänien, Rehabilitation für Menschen mit Behinderungen in Indonesien, der Unterricht in Schulen oder die Gesundheitsfürsorge für schwangere Frauen am Amazonas.

### Weltweite Kongregation
Auf Bitten von Priestern oder anderen Ordensgemeinschaften übernahmen Schwestern häufig neue Aufgaben auch im Ausland. Zehn Jahre nach der Gründung gingen Ordensfrauen zur Pflege von Verwundeten des Deutsch-Französischen Krieges nach Frankreich. 1872 gingen Schwestern zur Krankenpflege in die USA, und 1875 reisten die ersten Schwestern aus Salzkotten in die Niederlande. Fünf Salzkottener Franziskanerinnen starben bei ihrer Überfahrt in die USA durch den Untergang der „Deutschland“. Der Tod der Schwestern veranlasste Gerard Manley Hopkins, die berühmte Ode The Wreck of the Deutschland (Das Wrack der Deutschland) zu schreiben.
Zur weltweiten Kongregation gehören heute fünf Ordensprovinzen: Deutschland und die Missionen in Malawi, Ostafrika und Rumänien, Vereinigte Staaten von Amerika, Frankreich, die Niederlande und Indonesien mit Osttimor. Außerdem besteht eine Region in Brasilien. Das Generalat befindet sich seit 1967 in Rom.

### Engagement in Malawi / Ostafrika

Schule in Malawi

Seit 1984 sind deutsche und seit 2001 auch indonesische Schwestern der Kongregation im Ort Madisi in Malawi tätig. Schwerpunkt ihrer Arbeit ist heute die Erziehung und Bildung von AIDS-Waisen. Die St. Francis School bietet eine Grundschulbildung bis zur achten Klasse. Rund die Hälfte der Kinder sind AIDS-Waisen. Nicht-Waisen werden ebenso aufgenommen, damit die Waisenkinder nicht isoliert aufwachsen. 2009 konnte mit Spendenmitteln ein weiteres Schulgebäude mit zusätzlichen Klassen errichtet werden. In einem Kindergarten werden Kinder am Vormittag betreut. Auch dort sind viele Kinder AIDS-Waisen. In einem Schulgarten bauen die Schüler Gemüse, Obst und Mais für die Schulspeisung an. Im Home-Craft-Centre lernen die Kinder Nähen, Kochen, Gartenbau und Hauswirtschaft. Hier werden außerdem Hausaufgabenhilfen und Freizeitmöglichkeiten angeboten. 2022 ist mit Dowa ein weiterer Ort in Malawi hinzugekommen, an dem Ordensschwestern aus Deutschland und Indonesien leben und arbeiten. Hier wird ein neuer Konvent aufgebaut, in den auch afrikanische Frauen aufgenommen werden.

### Engagement in Rumänien
Schwestern der Franziskanerinnen von Salzkotten bauen seit 1991 im Banat eine soziale und pastorale Arbeit auf. Ausgehend vom Ort Caransebeș im Gebiet Banat kümmerten sich deutsche und rumänische Schwestern gemeinsam, besonders um Kinder aus armen Familien sowie um alte und kranke Menschen, heute mit einer Sozialstation. Im Kinderzentrum St. Ursula werden Kinder aus sozial schwachen Familien pädagogisch betreut und gefördert. Das Kinderzentrum wurde 2009 neu gebaut. An zwei Mittagstischen in sozialen Brennpunkten von Caransebes erhalten Schulkinder aus armen Familien an allen Schultagen ein warmes Mittagessen. Gemeinsam mit ehrenamtlichen Helferinnen bieten die Franziskanerinnen von Salzkotten auch eine Schulaufgabenhilfe für Kinder aus armen Familien an. Inzwischen bilden rumänische Schwestern die Kommunität in Caransebes, die zur deutschen Ordensprovinz gehört.

## Clara-Pfänder-Stiftung
Die Clara-Pfänder-Stiftung der Kongregation der Franziskanerinnen von Salzkotten unterstützt Entwicklungsprojekte an Orten, wo die Franziskanerinnen leben und arbeiten. Sitz der Clara-Pfänder-Stiftung ist das Mutterhaus der Franziskanerinnen von Salzkotten.

## Einrichtungen der Franziskanerinnen von Salzkotten
Es gibt zwei Altenheime in der Trägerschaft der Franziskanerinnen von Salzkotten, nämlich das Altenheim St. Franziskus in Marsberg-Beringhausen und das Altenheim St. Clara am Mutterhaus in Salzkotten.
Seit über 120 Jahren gibt es in Salzkotten das von den Schwestern aufgebaute St. Josefs-Krankenhaus. Heute ist die St. Vincenz-Krankenhaus GmbH alleinige Gesellschafterin. Die Anteile der Franziskanerinnen von Salzkotten an der St.-Josefs-Krankenhaus gem. GmbH wurden im September 2013 an die St. Vincenz-Krankenhaus GmbH übertragen.